# 奧列克西伊夫卡 (塔魯季涅區)
46°26′33″N 29°5′0″E / 46.44250°N 29.08333°E
阿列克西伊夫卡（烏克蘭語：Олексіївка）是位於烏克蘭西南部的村莊，由敖德萨州博爾赫拉德區的博羅迪諾市鎮負責管轄。該村始建於1838年，面積0.32平方公里，海拔高度102米，2001年人口90，人口密度每平方公里281.25人。